# Gerry Boulet
 (octobre 2021).
Si vous disposez d'ouvrages ou d'articles de référence ou si vous connaissez des sites web de qualité traitant du thème abordé ici, merci de compléter l'article en donnant les références utiles à sa vérifiabilité et en les liant à la section « Notes et références ».
 (mars 2018).
Pour les articles homonymes, voir Gerry et Boulet (homonymie).
Joseph Gaétan Robert Gérald Boulet dit Gerry, né le 1er mars 1946 à Saint-Jean-sur-Richelieu, au Québec et mort le 18 juillet 1990 à Longueuil, au Québec, est un musicien, auteur-compositeur-interprète québécois, il a été chanteur et multi-instrumentiste pour le groupe rock Offenbach. En effet, en plus de l'orgue Hammond B3 auquel il a été identifié, Gerry a joué aussi du piano, de la guitare, de l'harmonica, du saxophone et de la flûte traversière. Mais il est surtout reconnu pour sa voix rauque, parfaite pour le blues et le rock qu'il a joué toute sa vie.

## Biographie
Né à Saint-Jean-sur-Richelieu, fils d'un camionneur, Gérald « Gerry » Boulet grandit dans cette ville au sud de Montréal. D'une famille modeste, il commence à jouer de l'orgue pour l'église à 10 ans.
Il quitte l'école à l'âge de seize ans par manque de discipline. Le 10 mars 1962, il commence sa carrière musicale avec l'orchestre de son frère Denis, Les Double Tones. Par la suite en 1963, avec l'intégration à ce groupe de Fernand Hébert au saxophone, ils changent de nom et deviennent The Twistin' Vampires. Alors que certains des membres quittent le groupe à la recherche d'un meilleur avenir, ils changent encore de nom pour devenir The Fabulous Kernels avec un deuxième saxophoniste, Louis Campbell. En 1965, ils font la rencontre de l'imprésario Jean-Paul Brodeur, qui leur conseille d'opter pour un nom francophone, comme tous les groupes québécois de l'époque. Ils deviennent donc Les Gants Blancs. Le groupe est formé de Gérald Boulet à l'orgue et au chant, Rick Horner à la guitare, Michel Lamothe à la basse et aux chœurs et Denis Boulet, le frère de Gerry, à la batterie. Ils produiront six 45 tours durant leur carrière, dont Dis-moi son nom qui est un remake d'une chanson des Who Call me Lightning ; pour l'occasion ils font appel au guitariste Jean Gravel, qui était à l'époque guitariste soliste dans le groupe Les Héritiers. Mais les disques ne se vendent pas beaucoup et les musiciens en ont assez du son yéyé. Le guitariste Rick Horner quitte le groupe en 1968 et on pense alors à Jean Gravel, ce dernier ayant changé de groupe pour passer des Héritiers aux Caïds. En avril 1969, Gravel se joint donc au groupe. Son nom change à nouveau : après une tournée avec Bruce Huard sous le nom La 7e Invention, ils deviennent Offenbach Pop Opera. 
Le 24 juin 1968, Gerry épouse Denise Croteau à Victoriaville, alors qu'elle est enceinte de Justin, né le 12 novembre. Gerry connaît des problèmes de drogue en 1968. Pierre Harel amène Gerry à chanter en français : il écrit les textes de Faut que j'me pousse et Câline de blues, qui est intronisée au panthéon des auteurs et compositeurs canadiens en 2015. Il existe deux versions distinctes de cette chanson, d'abord sur l'album Offenbach Soap Opera de 1972, l'autre sur la bande sonore du film Bulldozer de 1973 et ré-intitulée Câline de doux blues pour le film homonyme de Pierre Harel, avec Gerry au saxophone en plus du chant. Ils sortent leur premier album en 1972, Offenbach Soap Opera, avec Pierre Harel à titre de parolier et de chanteur, poste qu'il partage avec Gerry. 
Le 19 juin 1981, c'est la naissance de Marianne, le deuxième enfant de Gerry et Denise, même si Gerry était maintenant avec Françoise Faraldo depuis plusieurs années déjà. Le 28 février 1982, le premier enfant avec Françoise voit le jour, Julie.
Le groupe Offenbach se sépare en 1985, après quoi Gerry Boulet poursuit une carrière en solo, déjà amorcée en 1984 avec l'album Presque 40 ans de Blues, qui n'est pas sans intérêt mais n'avait pas marché à l'époque. Breen LeBoeuf et Johnny Gravel l'aident dans ses tournées. Il chante notamment en duo avec Marjo pour la chanson Les Yeux du cœur.

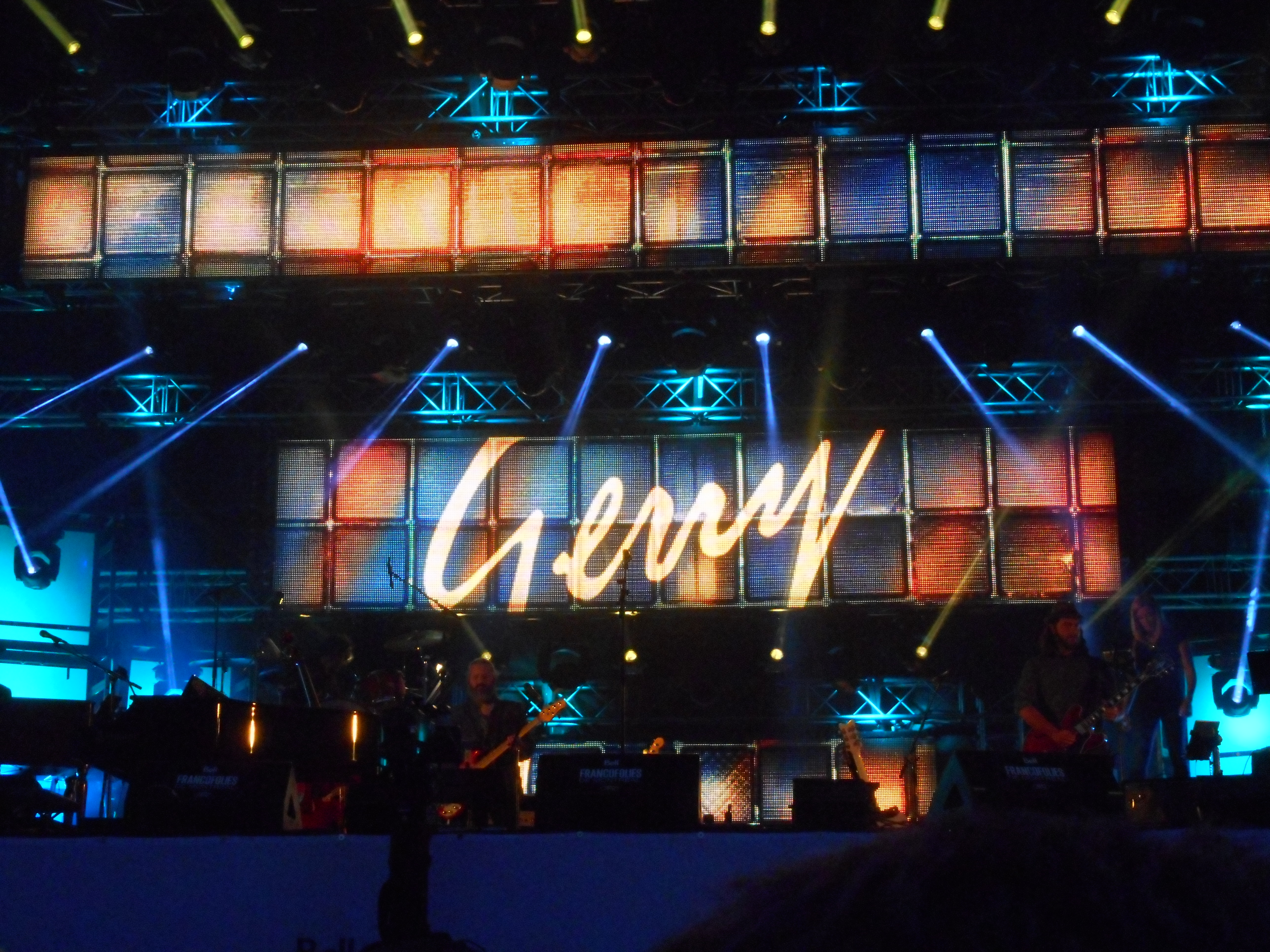
« À grands coups d’amour pour Gerry : 25 ans plus tard », concert en hommage à Gerry Boulet en 2015 à Montréal.

Publié en 1988, l'album Rendez-vous doux est un véritable succès, 400 000 copies de l'album ayant été vendues. Son style musical unit la langue française avec le rock américain. Pierre Harel, Michel Rivard et Plume Latraverse entre autres écrivent pour lui. Son association avec le saxophoniste-arrangeur Richard Leduc fait prendre un nouvel envol à sa carrière. Leur première collaboration avait débuté avec l'album Café Rimbaud. En 1989, Gerry gagne trois prix Félix au gala de l'ADISQ. Le succès populaire arrive dans sa vie alors que la maladie qui l'afflige depuis deux ans finit par le rattraper. La tournée de spectacles de Rendez-vous doux prend fin plus rapidement que prévu à l'automne 1989. Gerry Boulet doit alors se soumettre à divers traitements. Il meurt finalement du cancer du côlon le 18 juillet 1990, dans sa maison de Longueuil. La même année, il reçoit un autre Félix à titre posthume.

## Film biographique
Un film biographique, d'un budget de 6,5 millions de dollars, fondé sur la vie du chanteur et intitulé Gerry est sorti le 15 juin 2011. Le rôle de Gerry est interprété par Mario Saint-Amand et le film est réalisé par Alain DesRochers.

## Discographie

### Les Gants blancs
- Singles
  - 1965 : Que font-ils de l'amour ? / Pas cette chanson
  - 1966 : Je n'aime que toi / J'ai fait le serment
  - 1967 : Tu veux revenir / Pourquoi j'ai cru en toi
  - 1968 : J'avais tout deviné / Je le sais bien
  - 1968 : Dis-moi son nom / Le Vagabond
  - 1968 : Le Bal masqué / Carrousel

### Géraldo
- Single :
  - 1967 : Ne mentons pas / Ma fille

### Offenbach
Albums studio
- 1972 : Offenbach Soap Opera
- 1976 : Never Too Tender
- 1977 : Offenbach
- 1979 : Traversion
- 1980 : Rock Bottom
- 1981 : Coup de Foudre!!
- 1983 : Tonnedebrick
- 1985 : Rockorama

Albums live
- 1973 : Saint-Chrone de Néant
- 1980 : En Fusion
- 1983 : À Fond d'Train
- 1986 : Le Dernier Show
- 2014 : Offenbach Live à Montreux - Enregistré en concert à Montreux en Suisse, le 5 Décembre 1980 avec Jerry Mercer, ex-batteur d'April Wine
- 2014 : Offenbach Bacon - enregistré en concert à Rouyn-Noranda en 1982.

Bande originale de films
- 1973 ; Bulldozer
- 1974 : Tabarnac

### Solo
- 1984 : Presque 40 ans de blues.
- 1988 : Rendez-vous doux (Les Productions Pierre Tremblay)
- 1991 : Gerry Réédition sur CD de Presque 40 ans de blues - Avec deux chansons inédites, City Night et Corps à corps.
- 1994 : Jézabel Produit par Dan Bigras, avec Ginette Reno, John McGale, Pierre Flynn, Angèle Dubeau, Estelle Esse, etc.
- 1996 : Gerry Boulet... en rappel - comprend deux chansons inédites, Homme d'asphalte (André François Ducharme/Gerry Boulet) et une version acoustique de la pièce Un beau grand bateau.

### Collaborations
- 1987 : Café Rimbaud. Artistes variés : Gerry chante la pièce homonyme.
- 1987 : Les gitans reviennent toujours de Lucien Francoeur[5] : Gerry joue les claviers, l'orgue et fait les chœurs en plus de produire l'album. Parmi les autres musiciens de l'album, on retrouve Jean Millaire et Donald Hince à la guitare, Breen Lebœuf à la basse, Pat Martel et Bob Harrison à la batterie, Dan Bigras, Marc Hamilton et Pierre Létourneau aux chœurs.

## Lauréats et nominations

### Gala de l'ADISQ

#### artistique
| Année | Catégorie                                       | Pour                                   | Résultat   |
| ----- | ----------------------------------------------- | -------------------------------------- | ---------- |
| 1979  | disque de l'année / rock                        | Traversion                             | lauréat    |
| 1979  | groupe de l'année                               | Offenbach                              | nomination |
| 1980  | groupe de l'année                               | Offenbach                              | lauréat    |
| 1980  | microsillon de l'année - rock                   | En fusion                              | lauréat    |
| 1980  | spectacle de l'année                            | Offenbach au Forum                     | lauréat    |
| 1981  | groupe de l'année                               | Offenbach                              | nomination |
| 1981  | microsillon de l'année - rock                   | Coup de Foudre!!                       | nomination |
| 1983  | microsillon de l'année - rock                   | Tonnedebrick                           | nomination |
| 1984  | microsillon de l'année - rock                   | À fond d'train (avec Plume Latraverse) | nomination |
| 1985  | groupe de l'année                               | Offenbach                              | nomination |
| 1985  | microsillon de l'année - rock                   | Rockorama                              | nomination |
| 1986  | chanson de l'année                              | Seulement qu'une aventure              | nomination |
| 1986  | microsillon de l'année - rock                   | Le dernier show                        | nomination |
| 1986  | spectacle de l'année - musique et chansons rock | Le dernier show                        | lauréat    |
| 1989  | auteur ou/et compositeur de l'année             | Gerry Boulet                           | nomination |
| 1989  | chanson populaire de l'année                    | Les yeux du coeur (avec Marjo)         | nomination |
| 1989  | interprète masculin de l'année                  | Gerry Boulet                           | nomination |
| 1989  | microsillon de l'année - rock                   | Rendez-vous doux                       | lauréat    |
| 1989  | spectacle de l'année - rock                     | Rendez-vous doux                       | lauréat    |
| 1990  | chanson populaire de l'année                    | Un beau grand bateau                   | lauréat    |
| 1990  | interprète masculin de l'année                  | Gerry Boulet                           | nomination |
| 1990  | trophée hommage                                 | Gerry Boulet                           | lauréat    |
| 1991  | album de l'année - meilleur vendeur             | Rendez-vous doux                       | lauréat    |
| 1994  | album de l'année - meilleur vendeur             | Jézabel                                | nomination |
| 1994  | album de l'année - pop/rock                     | Jézabel                                | nomination |

#### industriel
| Année | Catégorie                                   | Pour                                                                         | Résultat   |
| ----- | ------------------------------------------- | ---------------------------------------------------------------------------- | ---------- |
| 1983  | pochette de l'année                         | Yves Beaulieu, Norman Cousineau, Guy Lévesque et Offenbach pour Tonnedebrick | nomination |
| 1989  | émission de télévision de l'année - chanson | Gerry Boulet, Guy Latraverse et Sogestalt 2001 pour Rendez-vous avec Gerry   | lauréat    |